# Strängnäs kommun
59°22′N 17°2′Ø / 59.367°N 17.033°Ø
Strängnäs kommun er en kommune i den nordøstlige del af Södermanlands län i landskabet Södermanland. Strängnäs er hovedby både for Strängnäs kommune og for Strängnäs Stift.
Strängnäs kommune ligger ved søen Mälaren med Selaön, der er den største ø i en svensk sø. Øen er også kendt for Mervallastenen. Den gamle købstad Mariefreds stad med Gripsholm Slot blev indlemmet i Strängnäs kommune i 1971.

## Byer i kommunen
- Strängnäs
- Abborrberget
- Mariefred
- Stallarholmen
- Åkers styckebruk